# Jonny Kim
Jonathan Yong "Jonny" Kim (Los Angeles, 5 februari 1984) is een Amerikaans ruimtevaarder. Hij werd in 2017 door NASA geselecteerd om te trainen als astronaut en ging in april 2025 voor het eerst de ruimte in.
Kim maakt deel uit van NASA Astronautengroep 22. De leden van deze groep begonnen hun training in juni 2017 en werden in januari 2020 astronaut. Hij is een van de 18 NASA astronauten die in december 2020 geselecteerd werd voor het Artemisprogramma.
Zijn eerste ruimtevlucht Sojoez MS-27 lanceerde op 8 april 2025. Hij verblijft ongeveer 6 maanden aan boord van het Internationaal ruimtestation ISS als onderdeel van ISS-Expeditie 72 en 73.